# Banja (Ploče)
Banja falu Horvátországban, Dubrovnik-Neretva megyében. Közigazgatásilag Pločéhez tartozik.

## Fekvése
Makarskától légvonalban 47, közúton 60 km-re délkeletre, községközpontjától légvonalban 5, közúton 9 km-re keletre, Rogotin és Komin között, a Crna-patak északi partján található. 

## Története
Banja a 19. század második felében és a 20. század elején népesült be, amikor a magasabban fekvő Istočna Plina lakosságának nagy része ide települt át. Neve a latin „balnea” szóból származik, melyet a Neretva mellékének vizes, mocsaras talajáról kapott. Ezt a horvát lakosság később saját nyelvére értelmezte, mivel a "banj(a)" köznév melegforrást jelölt. Ezt azzal magyarázzák, hogy az omiši halászok egykor a téli bóra elől a mai Banja és Donji Komin közötti Lučića-öbölbe húzódtak. 1857-ben 595, 1910-ben 945 lakosa volt. 1918-ban az új Szerb-Horvát-Szlovén Állam, majd később Jugoszlávia része lett. A második világháború idején a Független Horvát Állam része volt. 1991 óta számít önálló településnek. A településnek 2011-ben 173 lakosa volt, akik főként mezőgazdaságból éltek és a közeli Ploče üzemeiben dolgoztak.

## Népesség
| Lakosság változása | Lakosság változása | Lakosság változása | Lakosság változása | Lakosság változása | Lakosság változása | Lakosság változása | Lakosság változása | Lakosság változása | Lakosság változása | Lakosság változása | Lakosság változása | Lakosság változása | Lakosság változása | Lakosság változása | Lakosság változása |
| ------------------ | ------------------ | ------------------ | ------------------ | ------------------ | ------------------ | ------------------ | ------------------ | ------------------ | ------------------ | ------------------ | ------------------ | ------------------ | ------------------ | ------------------ | ------------------ |
| 1857               | 1869               | 1880               | 1890               | 1900               | 1910               | 1921               | 1931               | 1948               | 1953               | 1961               | 1971               | 1981               | 1991               | 2001               | 2011               |
| 595                | 750                | 668                | 740                | 876                | 945                | 1.290              | 1.250              | 286                | 304                | 302                | 224                | 240                | 224                | 188                | 173                |

(1991-ig a korábbi Istočna Plina része volt. Az adatok 1857-ben, 1869-ben és 1931-ben Plina Jezero, 1857-ben, 1869-ben és 1921-ben Ploče, 1857-ben, 1869-ben, 1921-ben és 1931-ben Peračko Blato, 1921-ben és 1931-ben Šarić Struga lakosságát is tartalmazzák.)